# Sicyonia nasica
Sicyonia nasica är en kräftdjursart som beskrevs av Rudolf Nikolaevich Burukovsky 1990. Sicyonia nasica ingår i släktet Sicyonia och familjen Sicyoniidae. Inga underarter finns listade i Catalogue of Life.